# NGC 4234
NGC 4234 ist eine Balken-Spiralgalaxie mit ausgedehnten Sternentstehungsgebieten vom Hubble-Typ SBm im Sternbild Jungfrau auf der Ekliptik. Sie ist schätzungsweise 87 Millionen Lichtjahre von der Milchstraße entfernt und hat einen Durchmesser von etwa 30.000 Lj. Unter der Katalognummer VCC 221 wird sie als Teil des Virgo-Galaxienhaufens gelistet.
Das Objekt wurde am  7. April 1828 von John Herschel entdeckt.